# Richard Keogh
Richard Keogh (Harlow, Inglaterra, 11 de agosto de 1986) es un exfutbolista británico, nacionalizado irlandés, que jugaba en la posición de defensa. Si bien nació en Inglaterra, jugó para la selección de Irlanda.

## Trayectoria
Tras haber jugado en muchos clubes menores de Inglaterra, en julio de 2012 fue fichado por el Derby County, donde fue una pieza fundamental en la defensa y llegó a ser el subcapitán del equipo. El 30 de octubre de 2019 fue despedido por mala conducta tras participar un mes atrás en un accidente de tráfico en el que también estuvieron involucrados sus compañeros Tom Lawrence y Mason Bennett.
Tras estar sin equipo todo lo que quedaba de temporada, en agosto de 2020 fichó por el Milton Keynes Dons F. C. A mitad de temporada se marchó al Huddersfield Town A. F. C., equipo en el que ya estuvo durante un tiempo en 2007.
En julio de 2021 firmó por el Blackpool F. C. por una temporada con opción a otra. En el mes de mayo el club ejerció dicha opción, aunque en agosto fue traspasado al Ipswich Town F. C. Con este equipo consiguió ascender a la EFL Championship antes de regresar en julio de 2023 al Wycombe Wanderers F. C. En esta segunda etapa participó en 25 partidos y el siguiente mes de enero acordó la rescisión de su contrato. Entonces fichó por el Forest Green Rovers F. C., donde puso fin a su carrera en junio de 2024 para regresar al Blackpool F. C. y ejercer de técnico asistente de Neil Critchley.

## Selección nacional
Richard Keogh es internacional con la selección de Irlanda, donde debutó en febrero de 2013 en un partido amistoso ante la selección de Polonia. Su primer y único gol lo convirtió en otro encuentro amistoso ante Georgia.
Ha sido citado en las últimas convocatorias para las eliminatorias de la Eurocopa 2016, donde jugó como titular ante las selecciones de Alemania y Polonia, así como los dos partidos de repesca ante Bosnia y Herzegovina. Con Keogh como titular en los dos partidos, Irlanda venció a Bosnia y Herzegovina por un global 3-1 y clasificó a la Eurocopa 2016.

## Clubes
| Club                                | País       | Año       |
| ----------------------------------- | ---------- | --------- |
| Stoke City F. C.                    | Inglaterra | 2004-2005 |
| Víkingur Reykjavík (cedido)         | Islandia   | 2004      |
| Bristol City F. C.                  | Inglaterra | 2005-2008 |
| Wycombe Wanderers F. C. (cedido)    | Inglaterra | 2005      |
| Huddersfield Town A. F. C. (cedido) | Inglaterra | 2007      |
| Carlisle United F. C. (cedido)      | Inglaterra | 2007-2008 |
| Cheltenham Town F. C. (cedido)      | Inglaterra | 2008      |
| Carlisle United F. C.               | Inglaterra | 2008-2010 |
| Coventry City F. C.                 | Inglaterra | 2010-2012 |
| Derby County F. C.                  | Inglaterra | 2012-2019 |
| Milton Keynes Dons F. C.            | Inglaterra | 2020-2021 |
| Huddersfield Town A. F. C.          | Inglaterra | 2021      |
| Blackpool F. C.                     | Inglaterra | 2021-2022 |
| Ipswich Town F. C.                  | Inglaterra | 2022-2023 |
| Wycombe Wanderers F. C.             | Inglaterra | 2023-2024 |
| Forest Green Rovers F. C.           | Inglaterra | 2024      |